# Éclairage public
 (juin 2021).
La mise en forme du texte ne suit pas les recommandations de Wikipédia : il faut le « wikifier ».
Les points d'amélioration suivants sont les cas les plus fréquents. Le détail des points à revoir est peut-être précisé sur la page de discussion.
- Les titres sont pré-formatés par le logiciel. Ils ne sont ni en capitales, ni en gras.
- Le texte ne doit pas être écrit en capitales (les noms de famille non plus), ni en gras, ni en italique, ni en « petit »…
- Le gras n'est utilisé que pour surligner le titre de l'article dans l'introduction, une seule fois.
- L'italique est rarement utilisé : mots en langue étrangère, titres d'œuvres, noms de bateaux, etc.
- Les citations ne sont pas en italique mais en corps de texte normal. Elles sont entourées par des guillemets français : « et ».
- Les listes à puces sont à éviter, des paragraphes rédigés étant largement préférés. Les tableaux sont à réserver à la présentation de données structurées (résultats, etc.).
- Les appels de note de bas de page (petits chiffres en exposant, introduits par l'outil «  Source ») sont à placer entre la fin de phrase et le point final[comme ça].
- Les liens internes (vers d'autres articles de Wikipédia) sont à choisir avec parcimonie. Créez des liens vers des articles approfondissant le sujet. Les termes génériques sans rapport avec le sujet sont à éviter, ainsi que les répétitions de liens vers un même terme.
- Les liens externes sont à placer uniquement dans une section « Liens externes », à la fin de l'article. Ces liens sont à choisir avec parcimonie suivant les règles définies. Si un lien sert de source à l'article, son insertion dans le texte est à faire par les notes de bas de page.
- La présentation des références doit suivre les conventions bibliographiques. Il est recommandé d'utiliser les modèles {{Ouvrage}}, {{Chapitre}}, {{Article}}, {{Lien web}} et/ou {{Bibliographie}}. Le mode d'édition visuel peut mettre en forme automatiquement les références.
- Insérer une infobox (cadre d'informations à droite) n'est pas obligatoire pour parachever la mise en page.

Pour une aide détaillée, merci de consulter Aide:Wikification.
Si vous pensez que ces points ont été résolus, vous pouvez retirer ce bandeau et améliorer la mise en forme d'un autre article.

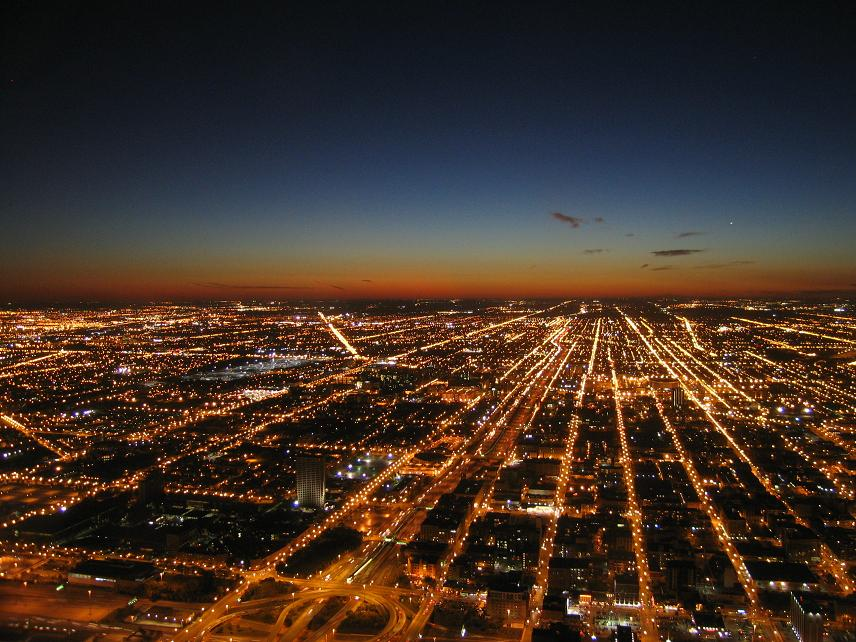
La ville de Chicago aux États-Unis gère près de 300000 lampadaires pour éclairer ses trottoirs, ses rues et avenues, ses autoroutes, ses ponts, ses places, ses parcs et ses zones résidentielles.

L'éclairage public est l'ensemble des moyens d'éclairage mis en œuvre dans les espaces publics, à l'intérieur et à l'extérieur des villes, très généralement en bordures des voiries et places, nécessaires à la sécurité ou au confort des êtres humains.

## Définition
Fondamentalement, la révolution industrielle, le développement des villes et des échanges créent les besoins d'une extension et d'une gestion édilitaire des éclairages. Ceux-ci répondent à plusieurs objectifs : sécuriser les espaces urbains, permettre l'accroissement de la circulation et décorer les espaces les plus prestigieux (avenues centrales, gares, parcs et espaces d'expositions…). La lumière dans l'espace collectif présente un faste certain et les modèles de lampadaires ou de suspensions s'inspirent des luminaires de théâtres, de vestibules et de salons ; simultanément, le gaz révolutionne (tel que le montrent les peintures de Turner) l'éclairage des salles de fêtes et des cafés et favorise certainement le travail de nuit : c'est toute la vie urbaine qui voit ses cycles modifiés, prolongés, intensifiés.
À partir de la fin du XIXe siècle, l'éclairage public - déjà banalisé avec le bec de gaz - évolue avec les premières sources électriques : la lampe à arc permet l'éclairage de grandes avenues ou ronds-points et des illuminations urbaines spectaculaires. Les sources électriques ne supplantent le gaz que progressivement, avec l'invention de lampe à filament et des sources à décharge. Simultanément, les architectes (Art déco et fonctionnalistes principalement) s'emparent des effets de la lumière artificielle, surtout pour l'expression de grandes verrières (grands magasins, cinémas, garages automobiles…), de la publicité ("néons") ou des pavillons d'exposition.
L'utilisation intensive de la voiture va dominer l'évolution de l'éclairage public à partir des années 1950 qui voient apparaître des normes photométriques, des systèmes d'éclairage hiérarchisés, une grande extension hors ville des voiries éclairées et des sources à décharge au sodium de plus en plus efficaces et puissantes.
L'éclairage urbain se renforce (en termes de niveaux et d'uniformité photométriques) dans ce créneau technologique ; le tourisme, le folklore, les traditions (feux d'artifice), les spectacles de rue entraînent en outre le développement d’illuminations permanentes (sites et bâtiments) ou occasionnelles (fêtes urbaines).
À partir des années 1980, l’éclairage public se voit intégré parmi les outils de mise en valeur des villes et du patrimoine, en particulier sous l'impulsion du Plan lumière de la Ville de Lyon (initié en 1989).
Simultanément, il intervient parmi les outils de revitalisation de territoires : noyaux commerciaux et touristiques, centres historiques, quartiers périurbains. Des thèmes nouveaux - sécurité des piétons, des cyclistes, agrément, intégration esthétique - complexifient le domaine et les normes, dont la circulation des voitures n'est plus le seul objet et suscitent de nouvelles typologies d'éclairages (par exemple : éclairage indirect, éclairage à deux nappes de hauteur…).
On note aussi, en marge des interventions publiques, des formes d'art public, les illuminations évoluant vers des interventions d’artistes (par exemple : « Land art » expérimenté dans l’espace nocturne ; l'œuvre de James Turrell, Yann Kersalé).

## Histoire

### Antiquité
Sous la domination romaine, les villes les plus importantes sont correctement éclairées. Le plus ancien système d'éclairage public est attesté à Éphèse, au IIe siècle. La voie qui reliait le port à la ville était éclairée par des lanternes nichées dans les colonnes des portiques. Au IVe siècle, Ammien Marcellin décrit Antioche comme « une ville où l'éclairage de nuit rivalise avec la clarté du jour ».

### Au Moyen Âge
Au Moyen Âge, les villes européennes baignent dans une quasi obscurité : flambeaux, lanternes ou "feux" sont utilisés pour se déplacer, pour éclairer des portes de ville, porches et cours, le sommet de tours…
Il n'y a donc pas d'éclairage public au sens administratif du terme (pas plus que d'espace public, et guère d'institutions publiques) mais dans de nombreuses villes, des ordonnances émanant de pouvoirs civils imposent une forme de balisage des rues, par exemple en imposant aux riverains de suspendre des « lanternes et chandelles ardentes » aux fenêtres ou l'emploi de porte-falot faisant le guet avec leurs lanternes emmanchées au bout d'un bâton ou portées à la main.
Un ensemble d'usages et de traditions - feux de joie, décors lumineux des "joyeuses entrées" de princes, pratiques religieuses… - animent les villes lors d'événements.

### Lanternes et chandelles
En 1414, à Londres, chaque citoyen est tenu de suspendre à sa croisée une lanterne afin d'éclairer la rue; et, suivant John Stow, sir Henry Barton (en), lord-maire en 1417, ordonna qu'on allume durant la nuit des lanternes avec bougies, de la Saint-Michel à la Chandeleur. À ce compte, Londres aurait été la première ville d'Europe régulièrement éclairée.

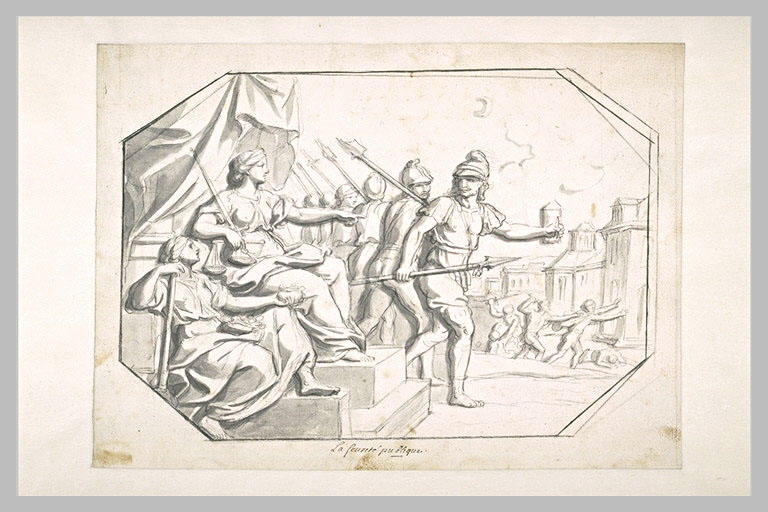
La Police et la sûreté rétablies dans Paris, 1665. Charles Le Brun (1619-1690). Esquisse pour la Galerie des glaces. Le premier soldat tend une lanterne, ce qui est une allusion à l’éclairage public établi dans les rues de Paris sous l'autorité de Gabriel Nicolas de la Reynie

L'établissement fixe des premières lanternes se fait à Paris aux environs de 1667. Auparavant l'éclairage des rues ne reposait que sur quelques chandelles que l'on recommandait de placer au premier étage des maisons bourgeoises (quand des hordes de brigands exploitaient la ville, et par exemple en 1324, 1526 et 1553, lorsque Paris était mise à contribution par les Mauvais-garçons)
Les autorités, en 1667, seraient les premières à placer au milieu et aux deux extrémités de chaque rue des lanternes garnies de chandelles et cet usage se généralisa à toutes les villes de France. Pour perpétuer le souvenir, on frappa en 1669, une médaille avec cette légende: « Urbis securitas et nitor » (« la sûreté et la netteté de Paris »). L'allumage des lampes se fait alors par des habitants désignés annuellement par les autorités, chacun dans son quartier, aux heures réglées (et un commis surnuméraire dans chaque quartier pour avertir de l'heure). Une taxe est prélevée, impôt de boues et lanternes qui permettra la transformation de la ville sous l'impulsion de son lieutenant de police : Gabriel Nicolas de la Reynie.
D'autres grandes villes européennes commencèrent également à s'éclairer à cette époque : Hambourg en 1673, Turin et Bruxelles en 1675, Berlin en 1682, Copenhague en 1683, Vienne en 1688, Dublin en 1697.
L'édit de juin 1697 imposa aux grandes villes du royaume de France de suivre l'exemple de Paris, en leur imposant d'illuminer leurs rues du 20 octobre au 31 mars.

### Réverbères et huile
En 1766, à Paris toujours, les lanternes cèdent la place aux réverbères ; l'huile succédant aux chandelles à double mèche.
Les lanternes à réverbère seraient inventées par un certain abbé Matherot de Preigney et un sieur Bourgeois de Châteaublanc, qui, par lettres-patentes, enregistrées le 28 décembre 1745, obtinrent le privilège de cette entreprise,.
En 1810, Isaac-Ami Bordier-Marcet impose à Paris un type de candélabre à réflecteur de sa conception.

### La révolution du gaz d'éclairage

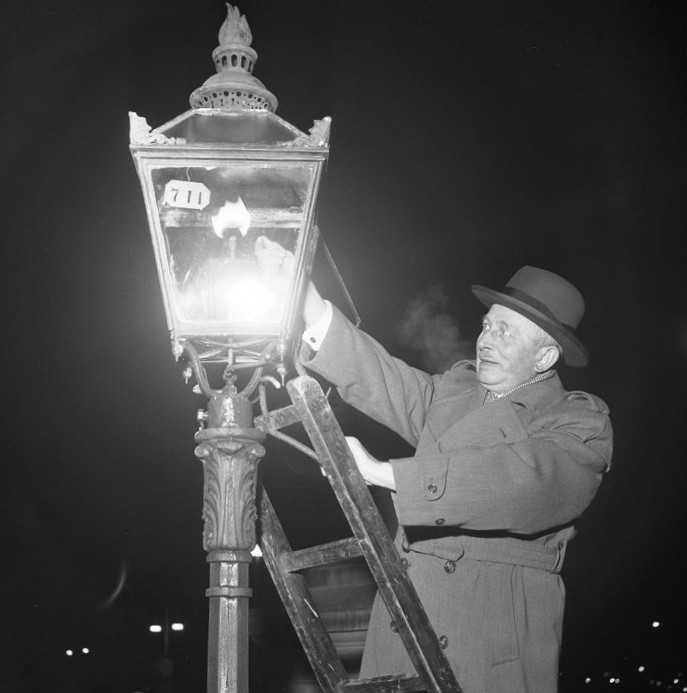
Allumage d'une lampe à gaz à Stockholm (1953).

Dès 1785, les travaux des ingénieurs français Philippe Lebon et anglais William Murdoch contribuent à la découverte du gaz d'éclairage
En 1812, l'allemand Frédéric-Albert Winsor fonde en Angleterre la Gas Light and Coke Company (aussi connue sous le nom de "Westminster Gas Light and Coke Company") qui produit du gaz et du coke. Elle était située sur la Horseferry Road dans le quartier londonien de Westminster, et de celle-ci descend l'actuelle British Gas. La société constituée par charte royale le 30 avril 1812, sous le sceau du roi George III du Royaume-Uni est la première à fournir Londres en gaz de charbon.
En 1816, La compagnie Winsor arrive à Paris.
Dès 1817, Bruxelles s'équipe en gaz d'éclairage et devient la première ville européenne dont les rues sont éclairées au gaz de houille.

### Lepétrole lampant
En 1857, l'industrie pétrolière naît en Roumanie, avec la première raffinerie à Ploieşti, qui alimente les 1 000 lampes à huile de l'éclairage public de Bucarest.
Dès 1870, le pétrole lampant ne nécessitant aucuns frais, le premier établissement s'établit dans les régions à faible densité de population.

### Le gaz de ville détrôné par le gaz naturel
Les premières utilisations modernes du gaz naturel sont apparues aux États-Unis vers 1820 pour l'éclairage public. Depuis la fin de Seconde Guerre mondiale, l'usage du gaz naturel s'est largement répandu à travers le monde et a progressivement supplanté le gaz manufacturé (gaz de ville), ceci grâce à la découverte de multiples gisements et la mise au point de méthodes de transport longue distance. Toutefois il ne sera que très rarement utilisé à des fins d'éclairage, le gaz ayant été détrôné à partir de 1880 par l'électricité.

### L'électricité

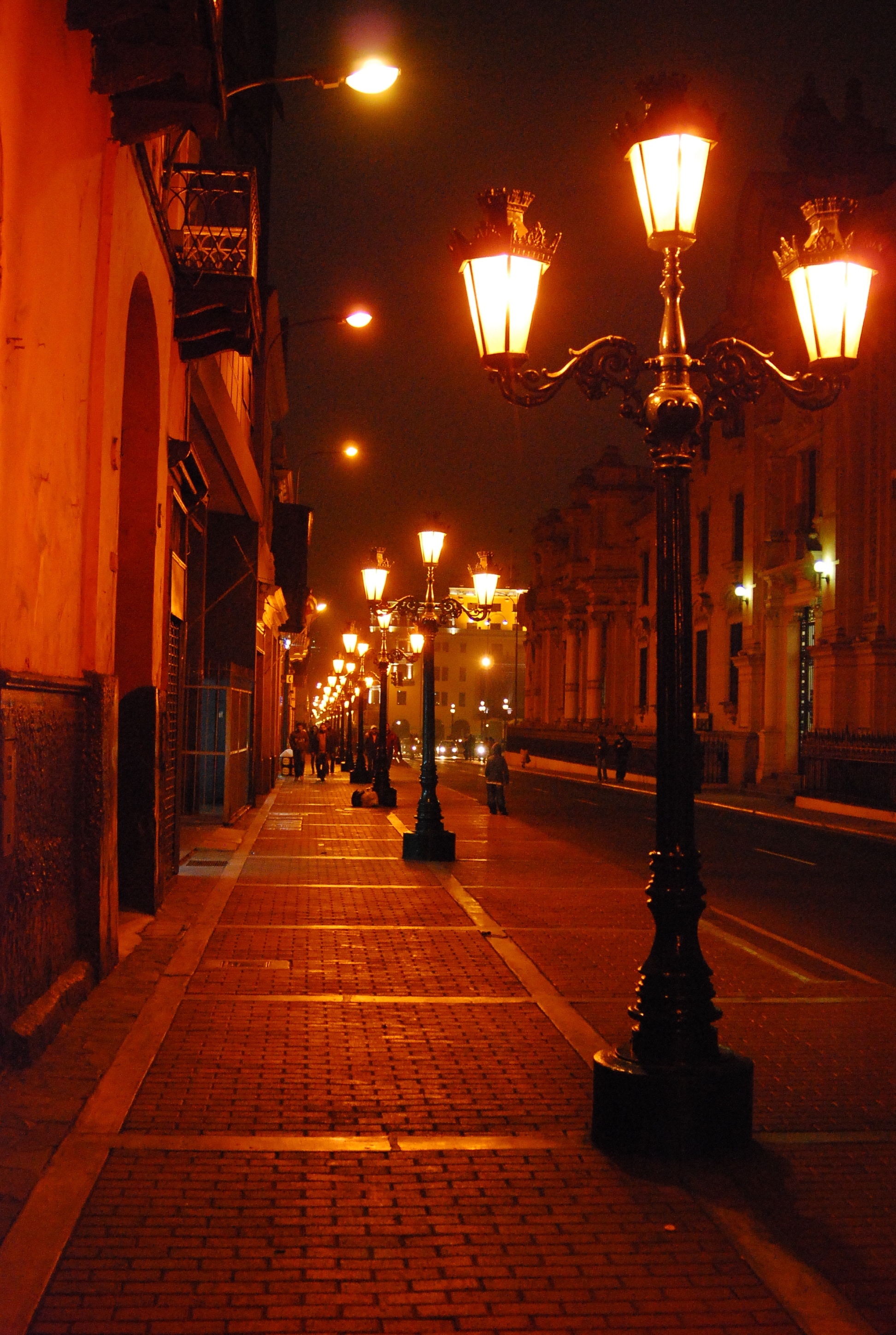
Éclairage électrique.

En 1878, lors de l'exposition universelle de Paris, plusieurs places et avenues furent dotées de "bougies Jablochkoff", en fait des lampes à arc électrique. La même année, Joseph Swan brevète en Angleterre la lampe à incandescence.
Thomas Edison fonde la Edison Electric Light Company en 1879, après l'invention de Joseph Swan, dépose le brevet de la lampe électrique à base de filament en bambou du Japon sous faible voltage dans une ampoule de verre sous vide, après avoir testé 6 000 substances végétales envoyées chercher dans le monde entier, avec un budget de 40 000 dollars,,,.
À partir de 1880, le gaz d'éclairage cède progressivement place à l'électricité.

### Les lampes à décharge
En 1901, Peter Cooper Hewitt invente la lampe à vapeur de mercure mais ce n'est qu'en 1932 que l'ère des lampes à vapeur de mercure sous haute pression commence véritablement.
General Electric Company propose une lampe totalement scellée à vapeur sèche, de 400 watts, destinée à remplacer les sources à incandescence de 1 000 watts, très utilisées pour l'éclairage des rues et des industries. Le succès de ces lampes sera fulgurant et, dès 1935, tous les producteurs majeurs de lampes (Siemens, GE, Osram, Philips, etc.) les proposeront à la vente.
En 1931, près d'Eindhoven (Pays-Bas), la première voirie non urbaine est éclairée à l'électricité.

### L'éclairage autonome
Depuis quelques années, le développement des énergies renouvelables a permis à l'éclairage public de s'autoalimenter.
Des lampadaires solaires intégrant des panneaux photovoltaïques et des lampadaires hybrides intégrant des panneaux solaires et une petite éolienne ont ainsi vu le jour. Les lampadaires produisent ainsi toute l'énergie nécessaire à leur fonctionnement et ne nécessitent plus de couteux raccordement au réseau d'électricité.
Des réseaux locaux sont également testés. Ainsi, la ville espagnole, résidentielle, de Sant Fost de Campsentelles a initié un partenariat public privé qui a permis la construction sur une ancienne friche industrielle d'une centrale photovoltaïque dédiée à l'éclairage public de la commune.

### L'éclairage intelligent
Certaines villes ont fait le pari de tester et développer des éclairages dits « intelligents ».
Ainsi, la ville d'Oslo qui a retenu une technologie interactive de détection des véhicules, permettant d'éclairer la rue selon l'affluence, la luminosité ou d'autres paramètres définis par la ville. 
Selon la compagnie de distribution d’électricité Hafslund ASA, en 2 à 3 ans, ce système contribuerait à une réduction de la consommation électrique de près de 70 % avec seulement 10 000 "lampadaires intelligents" sur les 62 000 que compte Oslo L'investissement est estimé à 6 millions d'euros et l’amortissement varie entre 5 et 8 ans. Le programme norvégien a séduit 11 autres pays européens, c'est la naissance du projet e-streetlight visant à déployer d'autres réseaux d’éclairage intelligents.
À Lyon dans le quartier Montchat, l'éclairage se déclenchera au passage d’un piéton ou d'un véhicule. 300 000 kWh seront économisés par an. Ce dispositif a déjà été experimenté dans d'autres arrondissement de la ville (5e, 6e et 9e).
Les designers de Philips ont par exemple proposé en 2008 le Light Blossom, un luminaire équipé de leds et de panneaux photovoltaïques capables de suivre le mouvement du soleil voire de se transformer en pale d'éoliennes en présence de vent, et des systèmes plus sophistiqués de détection de personnes et/ou d'évènements pourraient bientôt peut-être permettre un éclairage de précision (avec analyse logicielle et capteur optique tels que ceux qui dans les appareils de photo modernes détectent les visages et corrigent l'éclairage en ajustant l'intensité du flash). Ainsi, un parking pourrait guider la voiture qui y entre en n'éclairant que les places vacantes, puis en accompagnant les personnes qui sortent de la voiture ou qui entrent dans le parking.

## Typologie
L'éclairage des voiries contemporain se définit par une typologie qui comporte :
- la typologie de la voirie (gabarit et caractéristiques des bâtiments, trottoirs, arbres, chaussées, mesure de la circulation, des commerces, des logements…)
- la disposition spatiale des points lumineux.
- les caractéristiques visuelles et techniques de tous les éléments de l'infrastructure : mâts ou consoles, luminaires, sources et miroirs, câbles, fixations, accessoires…
- des mesures de l'effet spatial selon des critères photométriques (mesures objectives et normes) et selon des appréciations subjectives (critères individuels, sociaux et culturels).
- un réseau d'alimentation, un système d'entretien, un système de gestion.
- le coût d'investissement et d'exploitation du système et de son infrastructure en amont.

Chaque époque urbanistique de chaque ville peut être caractérisée par un "éclairage standard", entendu comme la typologie la plus répandue, la plus économique.
Les voiries peuvent être répertoriées en réseaux sous-régionaux et une série de points singuliers et de zones d’aménagements particulières :

### Réseaux sous-régionaux
Routes collectrices, réseau des routes de desserte, réseau de liaison locale, etc.
Sur le réseau sous-régional, le critère photométrique le plus significatif pour quantifier et qualifier l’éclairage public de ces voiries est la luminance: niveau et uniformité.

### Zone d'aménagement particulières
Dans les zones d'aménagement particulières, le critère photométrique le plus significatif est l’éclairement.
- Passages pour piétons
- Dispositifs de réduction de vitesse
- Carrefours giratoire
- Arrêts de bus
- Pistes cyclables, sentiers
- Abords d’écoles
- Rues piétonnes
- Places publiques
- Le végétal dans les espaces publics
- Illumination: Dans les places publiques, dans les parcs, dans les sites historiques…

### Interventions d'artistes

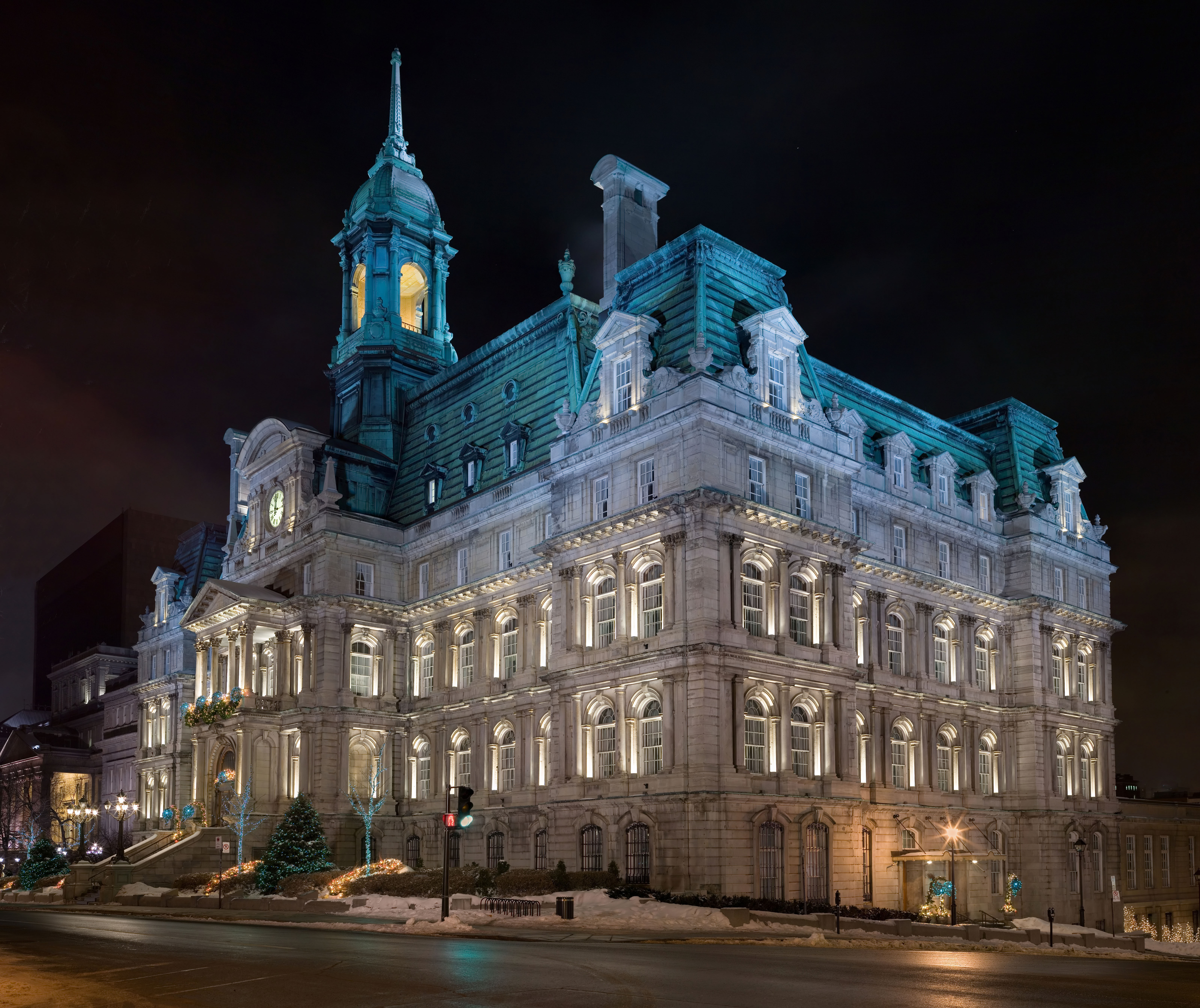
L'Hôtel de ville de Montréal

En plus de ces éclairages "standard", des zones particulières bénéficient d'un éclairage à caractère décoratif: par exemple les mises en lumière d’ouvrages et de sites remarquables par Yann Kersalé (Pont des Ardennes à Namur, Pont de Fragnée à Liège).
On note aussi des formes d’art public, les illuminations évoluant vers des interventions d’artistes (par exemple : « Land art » expérimenté dans l’espace nocturne ; l’œuvre de James Turrell).

### En Belgique
Le réseau sous-régional (RSR) est divisé en plusieurs catégories :
- Routes collectrices (R.S.R.I.) : Il s’agit de routes qui, en site urbain ou périurbain, sont destinées à drainer le trafic des quartiers spécifiquement réservés à l’habitat vers les routes de liaisons. Les aménagements doivent y favoriser la convivialité tout en ne négligeant pas l’écoulement harmonieux du trafic.
- Réseau des routes de desserte (R.S.R.II.) : Il s’agit des rues de quartier pour lesquelles il est indispensable que la convivialité et l’accessibilité soient maximales, le cas extrême étant les zones 30 et les zones résidentielles, où la rue est complètement repensée en fonction de ces objectifs.
- Réseau de liaison locale (R.S.R.III.) Il s’agit essentiellement de routes de liaison entre villages et hameaux.

À Namur, pour l'éclairage urbain une distinction a été réalisée entre zones:
- zone d'éclairage de type urbain (intérieur ville) : Console et luminaire de type "Design industriel 1920" avec lampe NaHP (sodium haute pression) de 150 ou de 250 W, donnant une lumière de teinte jaune clair. Embase en fonte de poteau urbain…
- zone d'éclairage de type accès à l'intérieur de la ville : Candélabres urbains à retreints d'une hauteur de 8 m, avec une ou deux consoles décoratives. Implantation réalisée, soit en berme centrale (2 luminaires), soit en unilatéral (1 luminaire), soit en bilatéral quinconce (équidistance de 25 à 35 m).
- zone d'éclairage de type périurbain d'accès à la ville : Poteau droit de 12,5 m de hauteur. Implantation unilatérale avec équidistance de 25 m entre les poteaux. Luminaire "type routier" avec lampe NaHP de 250 W donnant une lumière jaune clair.
- zone d'éclairage périurbain extérieur à la ville : Poteau droit de 10 m de hauteur. Implantation unilatérale avec équidistance de 35 m entre les poteaux. Luminaire "Moderne prismatique" double, avec lampe NaHP de 150 W donnant une lumière jaune clair[19].

Dans les villes belges depuis les années 1970, l'éclairage standard représente :
- le plotage adaptée à tous les types d'espaces : ruelles, rues, avenues, autoroutes… en jouant sur la hauteur d'accrochage, la puissance ces sources, le nombre de pt lx… mais avec les mêmes caractéristiques d'ensemble et dans un même schéma photométrique, basé sur "la chaussée".
- des éclairages fixés tous les 30 m sous les corniches des maisons ou sur mâts, en recherchant des hauteurs les plus élevées possible, en général 9-12 m dans les rues de ville, 9 m en campagne, 9-15 m sur les grandes voiries urbaines ou autoroutières.

La disposition en plan la plus économique est unilatérale, les quinconces, vis-à-vis ou alignement centraux à double feux sont requis pour des espaces (largeur entre alignements) de plus de 12 m environ.
- des luminaires formés d'une coque portante opaque et d'une vasque transparente en général escamotable pour l'entretien du volume intérieur. Celui-ci comporte une source à décharge au sodium haute pression de 150 W en moyenne (50 à 400 W) centrée sur un miroir "routier" (distribution favorisant l'uniformité en voirie), et les auxiliaires électriques.

La forme, la transparence et la texture de la vasque influencent également la distribution de la lumière. La distribution lumineuse doit aussi tenir compte des ombres des mâts, consoles et accessoires (abat-jours…). In fine, elle permet de mesurer les facteurs d'éblouissement.

## Gestion administrative et économique

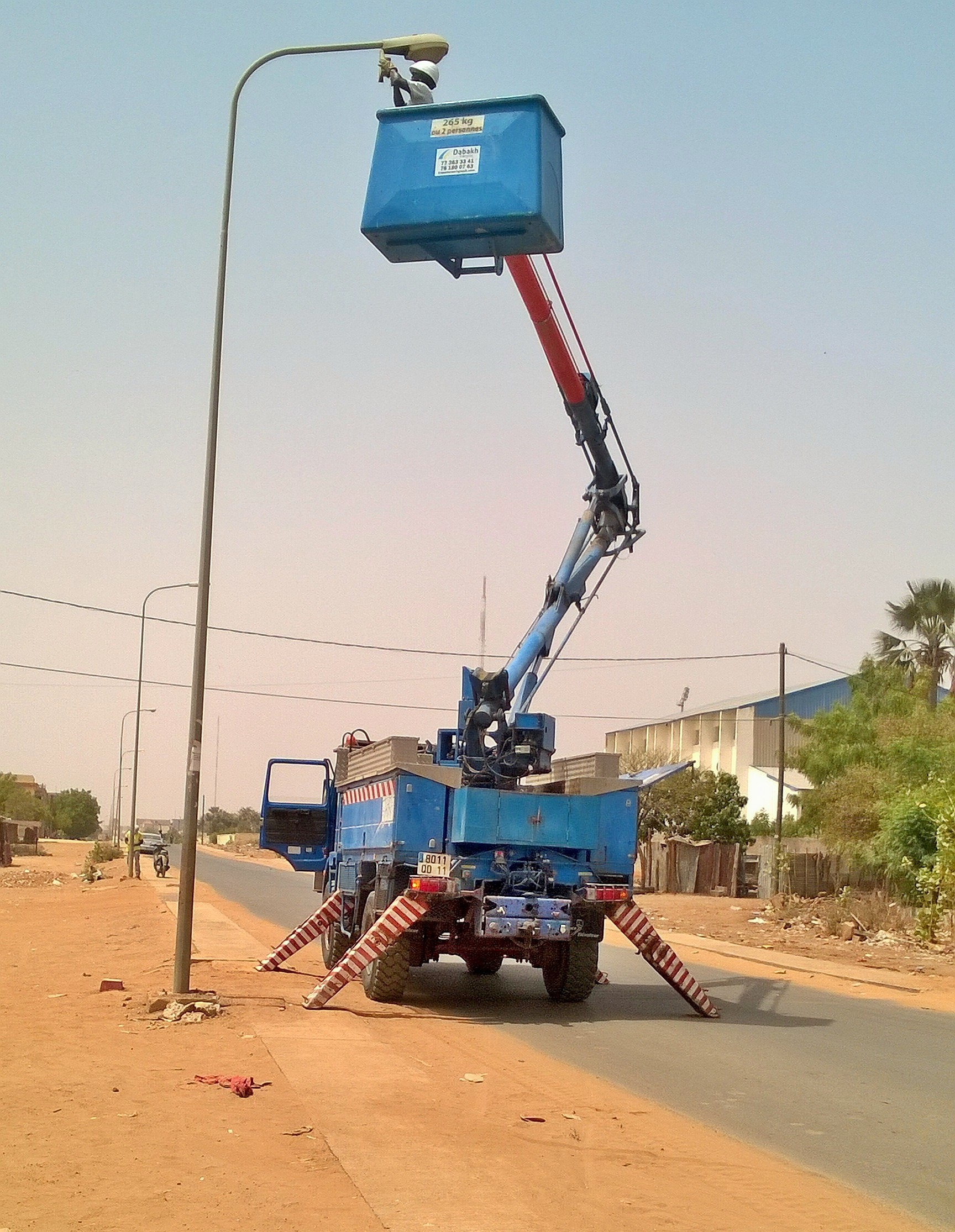
Réparation d'un lampadaire à Thiès, au Sénégal.

En Europe, la mission d'éclairer les villes est généralement confiée au service des travaux des administrations communales, dont certaines se chargent d'instaurer des lampadaires entre d'autres, et pour les grandes voiries ou infrastructures, à des administrations des routes.
- Ces administrations travaillent rarement en régie et délèguent une part de leurs missions à des entreprises généralement de droit public.
- Ces entreprises sont, en Belgique par exemple, des intercommunales dont une part du capital relève du secteur de l'électricité, au même titre que leurs fournisseurs et sous-traitants.

Elles exercent, selon les cas, dans les domaines suivants :
- concevoir les éclairages urbains sur base d'impulsions générales (renforcer, mettre en lumière blanche…) des communes, ou sur base de projets précis (dans le cas de projets d'urbanisme, de travaux de voirie plus importants…)
- gérer l'exploitation, les pannes, les interventions d'urgence sur le parc d'éclairage
- financer le parc d'éclairage du domaine public.

## Éclairage urbain

### À Paris
(décembre 2022).
Le premier éclairage public urbain au gaz d'éclairage est réalisé à Paris en 1816 par l'anglais Frédéric-Albert Winsor. Les premières réalisations, le Passage des Panoramas, l'éclairage du Luxembourg et le pourtour de l'Odéon susciteront dans la population parisienne autant d'approbation que de désapprobation, d'enthousiasme que de peurs, notamment quant au risque d'explosion des gazomètres,.
Winsor abandonne l'entreprise qui est reprise par un certain Pauwels: La Compagnie française, comme elle est nommée prend son siège, Faubourg Poissonnière et fonctionne jusqu'en 1833, époque où elle est supprimée.
Louis XVIII, désireux de rattacher à son règne quelques grandes innovations, et voyant en France la décadence d'une industrie qui fleurit en Angleterre, investit personnellement dans une autre entreprise qui prend le titre de "Compagnie royale d'Éclairage par le Gaz". Par la suite, en 1822, Louis XVIII ordonne qu'on vende l'établissement, et les acquéreurs lui conservent son premier nom.
Dans la foulée une troisième société, la Société anglaise détenue par des anglais est autorisée. Trois sociétés sont en concurrence pour l'éclairage de Paris.

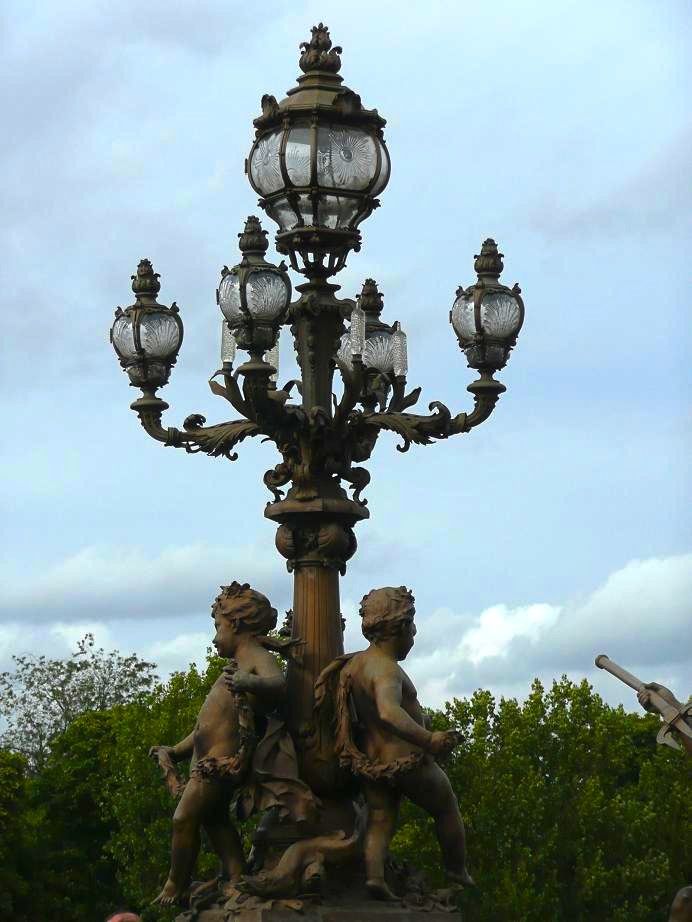
Un candélabre sur le pont Alexandre-III (1896-1900)

Après l'éclairage de l'Opéra, les événements se précipitent : premier éclairage public, place du Carrousel, en 1818, suivi en janvier 1819 par la rue de Rivoli. C’est à cette occasion qu’apparaissent les premiers candélabres, ou réverbères sur pied.
Peu de temps après, M. Pauwels, gérant de la Compagnie française d'éclairage par le gaz, qui avait participé à la construction de la première usine, fonde deux grandes usines à Paris. Manby et Wilson, directeurs de la Compagnie anglaise, en fondent une autre. Cinq autres établissements importants sont successivement formés par diverses compagnies. La fabrication et la consommation du gaz s'accroit ainsi rapidement et l'éclairage public est progressivement assuré par becs de gaz en remplacement des lanternes à huile. En même temps les particuliers, et surtout les propriétaires de magasins, recourent, en grand nombre, au nouveau système d'éclairage.
En 1849 : La majeure partie de l'industrie du gaz est détenue par des actionnaires anglais.
En 1855, un traité est passé à Paris, entre le préfet de la Seine et les compagnies diverses du gaz, dont la fusion en une seule compagnie est exigée. Ce traité fixe le prix du gaz, et règle d'une manière plus précise les qualités que doivent présenter le gaz, eu égard au pouvoir éclairant et à l'épuration.
En 1860, ces usines sont au nombre de sept, lesquelles, avec des forces de production différentes, concourent toutes à l'éclairage de Paris. Il suffira, pour donner une idée de l'importance de la production du gaz de l'éclairage à Paris, de dire qu'à la fin de 1869 la consommation de cette seule année dépassait cent-vingt-six millions de mètres cubes. Sur ce chiffre, l'éclairage de la voie publique seulement figurait pour plus de 16 millions de mètres cubes, alimentant plus de 31 000 becs de gaz, d'une consommation moyenne de 110 litres à l'heure environ. La longueur totale du réseau de la canalisation du sous-sol du nouveau Paris, dépasse 1 000 kilomètres.
Un nouveau traité est passé en 1861, avec la Compagnie parisienne, à l'époque de l'extension de Paris jusqu'à la ligne d'enceinte continue des fortifications. Ainsi concentrée en une seule et puissante administration générale, la Compagnie parisienne pour l'éclairage et le chauffage par le gaz augmente rapidement, et dans une proportion considérable, la force de production de ses usines, qui toutes, à l'époque de la fusion des compagnies, sont portées en dehors de l'enceinte de l'ancien Paris.
Lors de l'Exposition universelle de 1878, à Paris, plusieurs places et avenues furent dotées de "bougies Jablochkoff", en fait des lampes à arc électrique. Cette expérience prometteuse fit se réunir plus d'un comité d'administration des nombreuses compagnies gazières qui existaient alors en Europe et ailleurs.

### En Belgique
Un essai public d'éclairage au gaz sous la direction d'un des frères Poncelet, fabricants d'acier, eut lieu à Liège en 1811 à la Société d'émulation; ce fait est constaté par un procès-verbal ; mais quoique fait avec succès, il n'y fut pas donné de suite.
En 1818, la société civile Meeûs et Cie est créée; elle devra assurer l'éclairage au gaz de la ville de Bruxelles. En 1825, Bruxelles est la première ville d’Europe éclairée au gaz. Suivront dans l'ordre les villes de Gand, Liège, Namur, Charleroi, Verviers, Louvain, Courtrai.
À Seraing, John Cockerill, fait construire un gazomètre pour éclairer ses ateliers vers 1819. En 1931 - 1932, il crée la société Savgaz avec la société Favgaz, pour la distribution du gaz de cokerie. Cette société alimentait les installations d'Angleur, Jupille et Verviers de la société Savgaz qui distribuait elle-même le gaz dans ses 26 concessions. Elle fournit aussi en gaz les Usines à Tubes de la Meuse et les Cristalleries du Val-Saint-Lambert. La fourniture de gaz à la ville de Liège par la société Savegaz commence en mai 1936. En 1836, Henri Orban-Rossius obtient la concession de Liège et de Verviers.

### En Algérie
Chlef est la première ville du pays à avoir introduit l'électricité en 1886 avant même Alger, Oran, Constantine et Annaba, c'était grâce au maire d'Orléansville de l’époque (ancienne appellation de Chlef) Henri Fourrier qui se trouvant à Paris en visite privée, avait pris contact avec son collègue et ami le maire de la commune de La Roche-sur-Foron (Haute-Savoie) qui lui a donné les renseignements nécessaires pour une éventuelle introduction de l'électricité à Orléansville. Fourrier contacte la compagnie Edison qui établit un projet en ce sens pour la commune d'Orléansville. Puis les entreprises françaises Dalloz et Ganstambide fournirent les plans et devis nécessaires. Le 23 septembre 1886, la chute d’eau de Pontéba (l'actuelle Oum Drou, située à 5 km à l’est de Chlef) est concédée à la commune d’Orléansville pour réaliser l’objectif projeté et substituer l'éclairage des réverbères au gaz par l’éclairage électrique.
Cette information est confirmée par un journal de l'époque, L'Avenir de Bel Abbès du 15 octobre 1887 qui notait ceci à la page 2 : « La petite sous-préfecture de Batna est en train de donner une leçon aux chefs-lieux. Dans quelques jours, Batna sera éclairée à l’électricité ; ce sera la première ville du département de Constantine dotée de cet éclairage, et la seconde de l'Algérie entière, Orléansville l'étant déjà. »,

## Éclairage non urbain

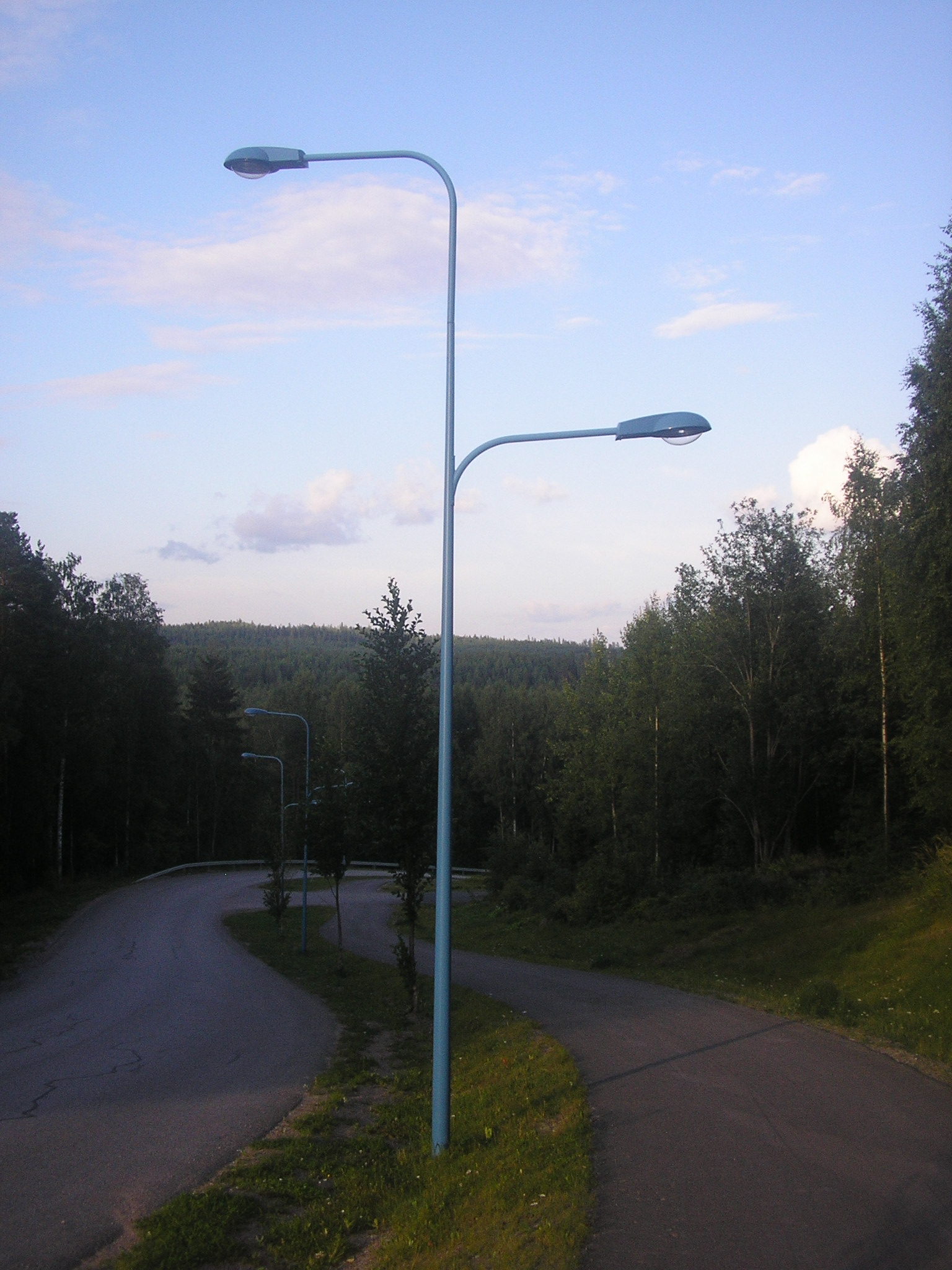
Lampadaires sur une route en Finlande.

### En France
En France, la première initiative - en dehors de l'éclairage urbain - est celle du Conseil général des Bouches-du-Rhône qui finança en 1931 l'éclairage de 18 km sur la Nationale 8 entre Marseille et Aix-en-Provence, avec 400 lampes de 200 watts installées à 9 m de hauteur tous les 45 m. En octobre 1933, le premier tronçon de route (4,750 km) éclairé à l'aide de lampes au sodium est inauguré entre Paris et Versailles.
Le CETE Ile-de-France a créé un groupe de travail Revêtement & Lumière associant des collectivités, des professions de la route et des éclairagistes (AFE) pour étudier comment certains revêtements peuvent réfléchir la lumière et - avec des leds - diminuer la consommation électrique des éclairages routiers,; on avait estimé qu'économiser 20 à 30% était possible à résultat égal, mais ce sont jusqu'à de 63 % qui ont pu ainsi l'être par rapport à une solution classique selon un test fait à Limoges.

### En Belgique
Achevée en 1958 et reliant Bruxelles à Ostende, la première autoroute belge achevée ne bénéficiait d'aucun éclairage. Aujourd’hui, l’éclairage fait partie intégrante de la politique du Ministère de l'Équipement et des Transports concernant l’ensemble du réseau routier et son intégration dans le tissu urbain.
Les premières initiatives dans le domaine de l'éclairage public en Belgique furent prises à l'échelon communal. Les premières réalisations se situaient à Bruxelles : Théâtre de la Monnaie (1882), Place Charles Rogier (1884) puis Grand-Place (1885). Au niveau national, ce n'est qu'en 1928 qu'un « Service central de l'Électricité et de l'Electromécanique », aujourd'hui division de l'« Électricité, de l'Electromécanique, de l'Informatique et des Télécommunications » fut mis en place. Son rôle : coordonner les activités, études et travaux à charge de l'État dans les domaines de l'électricité et de l'électromécanique, avec une attention toute particulière aux équipements et à l'éclairage des infrastructures, ouvrages d'art et bâtiments publics.
La première route entièrement éclairée fut l'axe Bruxelles-Malines-Anvers (40 km). Cette route était à la fois la plus large et celle supportant le trafic le plus dense : en 1937, on y dénombrait jusqu'à 400 véhicules par heure à certains moments de la journée.
Lorsque la reconstruction du réseau routier fut achevée (1950), l'État s'investit de plus en plus dans la construction d'autoroutes et dans les problèmes de sécurité routière, décidant de se charger des installations de signalisation à feux aux carrefours dangereux. À partir de 
1950, le nombre de véhicules mis en circulation en Belgique doubla tous les dix ans (passant de 558 000 à 1 200 000 en 1960 et à 2 400 000 en 1970). Si le trafic de nuit ne représentait que 25 % du total, il était responsable de 37 % des accidents et provoquait 55 % des tués.
En 1970, toutes les voies d'accès ou de dégagement des autoroutes étaient éclairées.
Début XXIe siècle, mis à part le Luxembourg, la Belgique est l'un des rares États au monde à se permettre encore le luxe d'illuminer même une partie de son réseau routier la nuit. En Belgique ce sont 335 000 lampes qui s'allument la nuit sur les autoroutes et voies rapides. L'éclairage systématique des voies publiques en Belgique conduit à une pollution lumineuse particulièrement catastrophique (Quand l'astronaute belge Frank De Winne avait le mal du pays la nuit dans l'espace, il lui suffisait de chercher une zone particulièrement lumineuse sur la terre, a-t-il raconté un jour.)
Depuis 2006, l'éclairage des autoroutes wallonnes est diminué d'une demi-heure par jour (allumage retardé de 15 minutes et extinction avancée de 15 minutes).
En 2007, le Gouvernement wallon a décidé d'instaurer le principe d’extinction de l’éclairage autoroutier entre 0 h 30 et 5 h 30 (à l'exception des échangeurs, des aires de repos et des bandes d’accès et de sorties des autoroutes pour une question de sécurité). Des travaux d’adaptation de certaines cabines électriques sont effectués pour que tout le réseau concerné soit éteint pour fin 2007 (tronçons autoroutiers des Provinces de Liège et de Luxembourg, de la Province de Namur, des Provinces du Hainaut et du Brabant wallon notamment). L'objectif de cette extinction partielle de l’éclairage : faire baisser de 25 % la consommation d’énergie, ce qui représente une économie de 1,7 million d’euros [citation nécessaire] pour la région, et diminuer de 7 200 tonnes l’émission annuelle de CO2[citation nécessaire]. Toutefois durant l'hiver 2010 on ralluma l'éclairage la nuit pour raison de sécurité.
À la date du 15 juillet 2011, la Flandre annonce que l'éclairage va être définitivement supprimé sur près de 50 % de ses autoroutes et voies rapides. Les nouveaux tronçons y étaient déjà dépourvus d'éclairage depuis au moins 2004.

## Législation

### En France
Le Grenelle de l'environnement a introduit la notion de pollution lumineuse, et l'article 173 de la loi « Grenelle 2 » (12 juillet 2010) renforce les conditions de fonctionnement des installations lumineuses, en introduisant dans le droit de l'environnement la prévention des nuisances lumineuses, et un objectif d'économie d'énergie, en visant à réduire les émissions inutiles de lumière artificielle, sans nuire à la sécurité publique, la défense nationale ou la sûreté d'installations et d'ouvrages sensibles. Le droit français considère dorénavant comme nuisances lumineuses les dangers et troubles excessifs induits par les émissions de lumière artificielle ; définition renvoyant aussi à un décret en Conseil d'État, pour la puissance lumineuse totale, le type d'éclairage et d'implantation.
Les prescriptions techniques s'appliqueront après la date d'entrée en vigueur desdits arrêtés, mais pourront aussi concerner d'anciennes installations. Un décret a précisé les conditions de contrôle de conformité Consuel. Il étend le champ d'application à toute installation, située en aval du point de raccordement qui seront donc soumises à un contrôle intégrant les prescriptions nouvelles issues de la loi Grenelle 2 intégrées dans le code de l’environnement.
Le ministre de l'environnement pourra interdire ou limiter, temporairement ou de manière durable, certains types d'éclairage, sur tout ou partie du territoire ou accorder des dérogations (fêtes nationales et événements locaux exceptionnels, qui seront définis par arrêté préfectoral, et pour « les zones touristiques d'affluence exceptionnelle ou d'animation culturelle permanente » dans 41 communes).
Les installations classées pour la protection de l'environnement (ICPE) et les installations nucléaires visées par la loi no 2006-686 seront exclues de ce dispositif.
Le maire, en qualité d' agent de l'État, contrôle le respect des prescriptions, sauf quand le préfet est compétent pour certaines installations communales. L'état contrôle certains équipements et quelques installations communales (au-delà d'une certaine puissance lumineuse totale), au titre d'une police administrative spéciale, en lien avec l'urbanisme commercial et la gestion des enseignes lumineuses.
Des sanctions administratives permettront des mises en demeure, des mesures conservatoires (aux frais de la personne mise en demeure), des suspensions (par arrêté) du fonctionnement des éclairages en cause, jusqu'à exécution des conditions imposées.
Un arrêté de janvier 2013, précisé le 12 juin par une circulaire ministérielle interdit (de 1 h à 7 h du matin, dès le 1er juillet 2013) l'éclairage nocturne des bâtiments non résidentiels i.e. « accueillant des activités telles que le commerce, l'administration, les transports, les activités financières et immobilières, les services aux entreprises et services aux particuliers, l'éducation, la santé, l'action sociale les activités agricoles ou industrielles… ». Cette seule mesure selon le ministère réduira « les conséquences sur les écosystèmes (perturbation des espèces) et sur la santé humaine (sommeil des riverains) » et économisera l'équivalent de la consommation annuelle d'électricité de 750 000 ménages, et l'émission de 250 000 tonnes de CO2, tout en économisant 200 millions d'euros d'électricité.

## Coûts de l'éclairage public

### En France
L'éclairage public, ainsi que la signalisation sont pris en charge par les collectivités (les communes essentiellement en France). L'investissement, l'entretien, les assurances sont une première source de coûts mais c'est le fonctionnement (factures d'électricité) qui compte surtout. Il est pour elles le second poste de dépense énergétique, derrière l'achat d'énergies destinées à chauffer et éclairer l'intérieur du patrimoine bâti dont elles ont la charge (21 milliards de kWh en 2005, soit 75 % la consommation d’énergie des communes).
La part de l'éclairage public augmente régulièrement depuis l'après-guerre. En 2005 1,5 milliard d’euros ont été dépensés pour éclairer (éclairage public principalement), chauffer et alimenter les matériels électriques du patrimoine communal, c'est 26 % de plus qu'en 2000, alors que l’accroissement des consommations s’élevait à 7,3 %. Des économies d'énergie semblent souvent faciles et rentables, sans perte d'efficacité ou sécurité.
L'ADEME a créé un outil de prédiagnostic de l’éclairage public à l’échelle d’une commune ou d’un quartier (outil dit OPEPA), gratuitement mis à disposition des élus et techniciens des collectivités afin de pré-hiérarchiser les améliorations et économies énergétiques et financières en cas de rénovation. Il ne se substitue toutefois pas à un diagnostic plus complet, nécessaire avant toute rénovation (pour cela, l'Ademe propose aussi un cahier des charges type). Cet outil permet de produire des indicateurs de performance éventuellement sous forme d’étiquette énergie (si l'efficience énergétique en W/lux, efficience énergétique surfacique en W/lux/m2 et la performance énergétique de l’installation en kWh/m2/an sont renseignées).
Il oriente vers des rénovations possibles sur la base de paramètres tels que consommation, durée annuelle de fonctionnement, fréquence indicative de changement des lampes, puissance souscrite... Il permet d'approcher le coût d’exploitation et propose quatre scénarios d'ambition croissante passant 1) par l'extinction nocturne aux heures creuses, 2) des sources lumineuses alternatives, 3) le remplacement du luminaire pour un matériel plus efficient ou 4), le remplacement complet avec module de gradation ou de bi-puissance, chaque scénario étant présenté en termes de coût, de retour sur investissement et au vu des indicateurs de performance, avec possibilité dans chaque cas d'ajuster les variables : horaires d'extinction, prix, puissance des sources.
L'éclairage public ou publicitaire a aussi un coût environnemental, en étant sources de pollution lumineuse et de nuisances lumineuses, pour la première fois explicitement prises en compte par la loi avec le Grenelle de l'environnement.
Pour des raisons économiques, les autoroutes françaises sont de moins en moins éclairées, sauf certains tronçons urbains ou accidentogènes, comme l'A16 à proximité de Calais, où l'éclairage qui avait été supprimé en 2006, a été rétabli il y a quelques années , ou bien comme l'A1 sur la partie francilienne entre Paris et Roissy-en-France, qui n'était plus éclairée depuis 2007 à la suite de vols de câbles, est progressivement rééclairée à partir de 2017, (l'opération s'achèvera en 2024),. Cependant, les coûts restent très élevés, d'où la présence de nombreux lampadaires éteints sur les axes périurbains, où l'État a décidé de stopper leur fonctionnement.

## Pollution

### Cout énergétique
Les anciens systèmes d'éclairage consomment aussi beaucoup plus d'énergie. Un luminaire au sodium à basse pression consomme ainsi environ 3 fois moins d'énergie que les anciens luminaires à vapeur de mercure.
En France, dans le budget d'une commune, l'éclairage public représente 23 % de la facture globale d'énergie et 38 % de la facture d'électricité (enquête ADEME).

### Pollution lumineuse
Certains modèles de luminaire envoient jusqu'à 50 % de leur lumière en direction du ciel. Cette lumière dirigée vers le haut est inutile, perdue et constitue la principale cause de la pollution lumineuse.
La pollution lumineuse a des effets négatifs significatifs sur la faune et la flore, au point qu'on la suspecte d'être au moins partiellement responsable de la régression, voire de la disparition d'un certain nombre d'espèces sur tout ou partie de leur aire potentielle de répartition.
Les insectes sont attirés par les sources lumineuses, jusqu'à une distance de plus de 500 m. On calcule qu'en saison estivale, il meurt environ 150 insectes par nuit sur chaque lampe routière. La mort de dizaines de milliards d'insectes à cause des systèmes d'éclairage mal conçus entraîne non seulement des problèmes liés à la biodiversité des insectes, mais provoque même des problèmes indirects à tout l'écosystème, que ce soit aux plantes et aux autres animaux:
- La luciole, dont les vols nuptiaux brillent dans le ciel, est en voie d'extinction : la luminosité ambiante éclipse les signaux lumineux du coléoptère aux yeux des femelles et l'empêche de se reproduire.
- Les salamandres et les grenouilles se raréfient. Elles réduisent leurs mouvements et leurs chasses lors des nuits de Pleine Lune pour éviter les prédateurs, mais l'éclairage public rend les nuits brillantes en permanence et fragilise les espèces…
- Environ 2/3 des oiseaux migrateurs se déplacent de nuit. Pour s'orienter, ils utilisent même les étoiles. À proximité de sources de lumière artificielle, deux types de réactions sont observés : attraction ou effraiement. Dans les deux cas une modification importante de leur trajectoire provoque des erreurs d'orientation[44].

### Luminaires à proscrire
Si, à distance,l'ampoule lumineuse d'un luminaire est visible, c'est qu'il s'agit d'un mauvais éclairage. Avec un bon éclairage, seul le sol éclairé est visible et non l'ampoule brillante. L'éblouissement se produit lorsque la lumière est envoyée directement dans les yeux. Il entrave la vision des piétons et des conducteurs (un peu comme quand on croise une voiture qui a laissé ses feux de route). En illuminant directement les yeux, il limite leur capacité à s'adapter à l'obscurité, rendant ainsi les zones d'ombre dangereuses.
Normalement, on ne devrait pas voir directement la lumière d'un lampadaire lorsque l'on se tient à une distance supérieure à trois fois la hauteur du poteau. L'angle sous lequel on aperçoit directement la source lumineuse sous le capot réflecteur ne devrait jamais excéder 70° par rapport au nadir.
Certains types de lampadaires, les globes lumineux en particulier, sont d'importants pollueurs. Il est facile de constater que plus de 50 % de la lumière émise par ces luminaires de type « boule » est perdue et ne sert qu'à éclairer le ciel. Par contre, si le globe était muni d'une calotte réfléchissante en aluminium, tel un bonnet, l'éclairage au sol serait fortement amélioré tout en minimisant la pollution lumineuse.

### Réduction des éclairages
- Si vous ne connaissez pas le sujet, laissez ce bandeau (vous pouvez alors contacter les auteurs).
- Si vous supprimez le contenu mis en cause (vous pouvez préalablement contacter les auteurs),

argumentez précisément cette suppression dans la page de discussion
(un manque de référence n'est pas un argument ; une recherche réelle de référence doit avoir été effectuée, être formellement documentée).

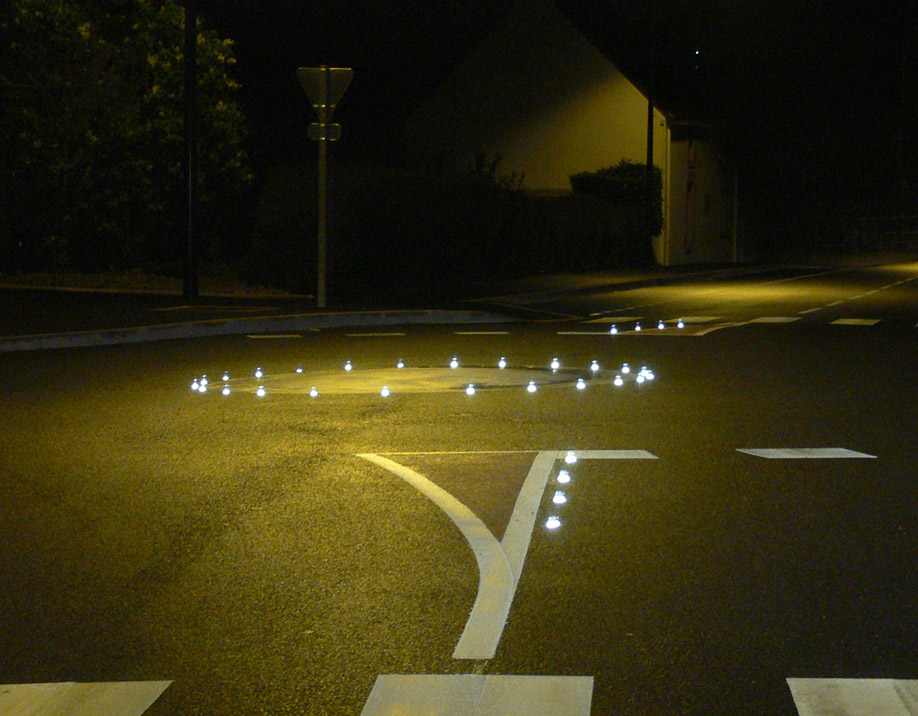
Rond-point équipé d'une signalisation au sol rétroréfléchissante. Il s'agit d'un exemple de dispositif pouvant remplacer l'éclairage électrique de nuit. Il peut être complété par un éclairage asservi à un détecteur de présence, pour les piétons.

Dans un certain nombre de cas, il est possible de réduire les éclairages publics sans remettre en cause la sécurité des passants et des usagers des transports.
Ainsi, des dispositifs rétroréfléchissants (catadioptres), c'est-à-dire renvoyant vers l'émetteur (mobile ou non) la lumière reçue favorisent la visibilité sans rendre nécessaire l'utilisation de lumières supplémentaires. Ces systèmes sont adaptés aux besoins de signalisation d'objets (bordures de trottoirs, piquets, poteaux, pieds de panneaux, rambarde de sécurité, pieds de ronds points, d'axes ou passages ou situations dangereuses, etc.), ils ne sont pas éblouissants, discrets de jour, peu onéreux et permettent de renvoyer la lumière dans diverses couleurs. Dans les pays où la neige est abondante, ils peuvent être fixés en hauteur sur des piquets.
Des éclairages modulables en fonction des risques peuvent être utilisés, par exemple des points lumineux (par exemple conçus à l'aide de fibres optiques) de faible intensité guidant les voitures au lieu d’éclairer directement le sol.
Les bandes de métal, tissus ou plastique rétroréfléchissant fixées sur les vêtements, chaussures et cartables améliorent aussi grandement la sécurité des enfants, du personnel affecté aux travaux publics ou à la surveillance des routes, voies ferrées, aéroports, canaux ou autres installations à risque. Au-delà des sujets à risque, ces dispositifs peuvent contribuer à protéger tous les objets et toutes les personnes exposés à des véhicules circulant de nuit et munis de phares. Des couleurs fluorescentes sont parfois utilisées (surtout utiles le jour).
La prise en compte des préoccupations environnementales fait l'objet de travaux de recherches. Un groupe d'ornithologues travaille sur ce thème à Toronto. Aux États-Unis, un projet d'illumination de pont à Los Angeles a ainsi été complètement revu après évaluation environnementale.